# Південний Катанкуді-1
Грама Ніладхарі Південний Катанкуді-1 (№ 167E) — Грама Ніладхарі підрозділу ОС Каттанкуді, округ Баттікалоа, Східна провінція, Шрі-Ланка.

## Демографія
| Населення (2007) | Населення (2007) | Населення (2007) | Населення (2007) | Населення (2007) |
| Населення        | Чоловіки         | Жінки            | Діти             | Дорослі          |
| ---------------- | ---------------- | ---------------- | ---------------- | ---------------- |
| 1919             | 957              | 962              | 680              | 1239             |